# 愛德華王子島省
愛德華王子島省（英語：Prince Edward Island；蘇格蘭蓋爾語：或；米克马克语：或），簡稱愛省，也常被簡稱為皮伊愛 ，是加拿大東部海洋三省之一。愛德華王子島省全境包含了與省同名的島嶼及其周遭的離島；此濱海省分的人口（154,331人，2021年統計）和面積（5,683.91平方公里，2006年統計）雖然都是全國最少，人口密度卻是全國最高，達到每平方公里約 27 人 (24.47/km2)。除此之外，該島也是全球面積排名第104位（全加拿大第23位）的島嶼。首府為夏洛特敦（Charlottetown）。
愛德華王子島的命名源自於愛德華·奧古斯都王子，肯特與斯特拉森公爵（Prince Edward Augustus, Duke of Kent and Strathearn，英國維多利亞女王的父親）。
知名加拿大女作家露西·莫德·蒙哥馬利（Lucy M. Montgomery）是出身於愛德華王子島的名人之一，名著《清秀佳人》（Anne of The Green Gables）就是以她自己的故鄉愛德華王子島作為故事背景。

## 歷史
愛德華王子島於一萬年前開始有人居住。當時水位較低，本島與北美大陸相連；水位於五千年前開始上升，這片土地也成為一個島嶼。米克馬克人（Mi'kmaq）為本島的第一原住民部族，並將本島稱為「Epekwitk」，意即「停留在海浪之上」；歐洲人將該名發音成「Abegweit」。
1534年，法國航海家雅克·卡蒂埃成為首位發現本島的歐洲人。然而，歐洲移民直到18世紀才相繼登陸。其後，本島歸入法國殖民地阿卡迪亞，並被命名為聖讓島（Île Saint-Jean）。島上首個法裔社群於1720年在拉喬伊港（現夏洛特敦一帶）建立。英國從1755年起，逐出在芬迪灣沿岸聚居的阿卡迪亞人，當中部分人逃至聖讓島，島上居民數目上升至五千人。然而，英國於1758年進攻聖讓島，並大規模驅逐法裔居民，使島上最終只剩下300名阿卡迪亞人。
七年戰爭過後，英法兩國於1763年簽訂《巴黎和約》。法國將本島連同其他殖民地割讓予英國，英國遂將本島名稱英語化成聖約翰島（St. John's Island）。聖約翰島於1769年脫離新斯科舍省，另組殖民政府；瓦爾特·帕特遜於同年獲委任為聖約翰島首任總督，並於1770年履新。他上任不久即計劃將殖民地名稱改為「新愛爾蘭」，但不被英國政府接納。英國政府後於1798年批准將殖民地名稱改為「愛德華王子島」，以紀念英王喬治三世的第四子愛德華王子。
1864年9月，英屬北美眾殖民地的代表在愛德華王子島召開查洛頓會議，就成立加拿大邦聯事宜展開首輪會談。然而，次輪會議於同年10月在魁北克城舉行後，愛德華王子島認為結盟條款對己方不利，因此放棄加盟聯邦。1871年，愛德華王子島殖民政府開始在島上興建鐵路，卻因此債臺高築，逼不得已下只好同意加入加拿大聯邦，並由聯邦政府承擔鐵路項目的債務。愛德華王子島於1873年7月1日正式加盟加拿大，成為加拿大第七個省。

## 經濟

### 人口
愛德華王子島加入聯邦后，一開始經濟發展很快，20年內人口就增加一倍；但後來由於安大略省和魁北克省工業迅速發展，致使島上人口大量外流。到1929年世界經濟大危機時，全省人口下降到不足9萬人。

### 農業
愛德華王子島省的經濟以農業為主，農業人口佔全省總人口的 60% 以上，比例為全國最高；全省 90% 的面積為可耕地，也是全國最高的。農產品中以馬鈴薯為主。同時本省漁業也很發達。環島有曲折的海岸線和港口，沿海盛產龍蝦、牡蠣、扇貝和貝殼類海鮮。魚類中尤以金槍魚著稱，所以愛德華王子島又有「金槍魚之都」的美稱。

## 人口統計
- 種族組成
  - 98.2% 白色人種：其中以蘇格蘭人所佔比例最高，其次分別為英格蘭人、愛爾蘭人與法國人
  - 1.0% 米克馬克人
  - 0.2% 黑色人種
  - 0.1% 亞洲人
  - 0.5% 其他
- 宗教信仰組成
  - 47,4% 羅馬天主教
  - 42.7% 新教
  - 2.5% 其他基督教
  - 7.0% 其他宗教信仰
  - 0.4% 無宗教信仰

## 重要城市

### 都会区
| 排名 | 都会区名稱  | 2016人口 |
| ---- | ----------- | -------- |
| 1    | 夏洛特顿 CA | 69,325   |
| 2    | 萨默赛德 CA | 16,587   |

## 外部連結
- 愛德華王子島官方網頁 （页面存档备份，存于） （英文）